# Eupithecia adornata
Eupithecia adornata är en fjärilsart som beskrevs av Taylor 1906. Eupithecia adornata ingår i släktet Eupithecia och familjen mätare. Inga underarter finns listade i Catalogue of Life.